# Abdullah-bin-Khalifa-Stadion
Das Abdullah-bin-Khalifa-Stadion, auch bekannt als Lekhwiya SC Stadium, ist ein Fußballstadion in der katarischen Hauptstadt Doha. Es wurde ab 2011 gebaut und im Februar 2013 fertiggestellt. Die Eröffnung fand am 15. Februar des Jahres mit dem Spiel in der Qatar Stars League zwischen al-Duhail SC und dem al-Khor SC statt, das 1:1 endete. Es bietet 9000 Plätze.

## Geschichte

### Bauphase
Die Anlage wurde hauptsächlich vom katarischen Bauunternehmen Khayyat erbaut. Die feierliche Eröffnung des Stadions fand am 15. Februar 2013 statt.

### Lage
Das Abdullah-bin-Khalifa-Stadion liegt an der Al Nuaim Street im Norden Dohas nahe dem Handballhalle und der Universität von Doha.

### Nutzung
Die Fußballarena wird von zwei Vereinen aus Doha genutzt, Lekhwiya SC, dem aktuellen Meister, und al-Jaish SC. Beide Vereine spielen seit sechs Jahren in der ersten katarischen Liga.

### Aufbau
Das Stadion besteht aus vier Tribünen, die alle überdacht sind. Die Ecken der Sportstätte sind nicht durch Tribünen geschlossen, dort stehen die Flutlichtmasten. Außerdem gibt es in zwei der vier Ecken eine Videoleinwand.